# Storlandet
Storlandet (finnois : Iso-Nauvo) est une île de l'archipel de Turku à Pargas en Finlande.

## Géographie
Avec une superficie de 73 km2, Storlandet est la plus grande île de Pargas. Elle appartenait à l'ancienne municipalité de Nagu avant sa fusion avec Pargas. 924 habitants y résident de manière permanente mais la population passe à 2 296 lors de la saison estivale. 
L'île est reliée par un pont à Pikku-Nauvo.

## Histoire

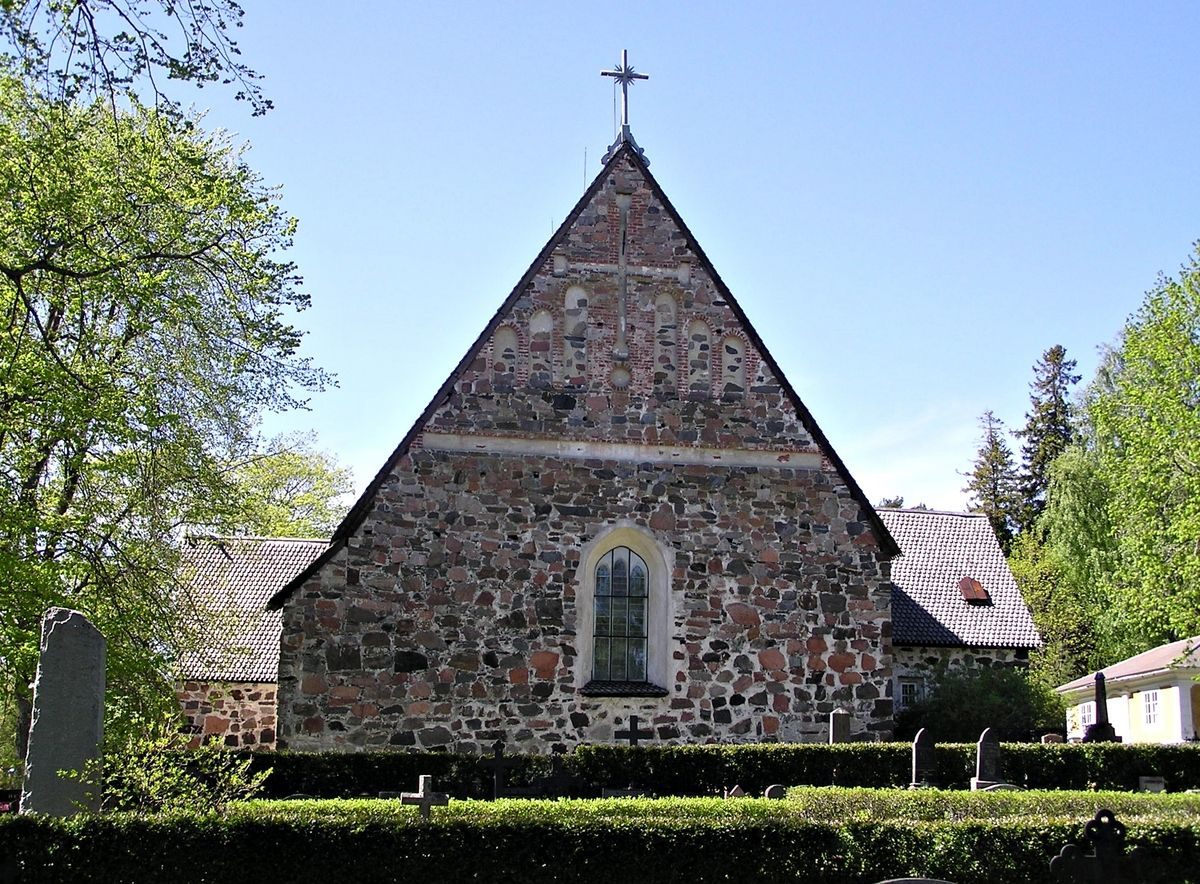
L'église médiévale de Nagu.

Son monument le plus connu est l'église médiévale de Nagu.